# Abel Muzorewa
Abel Tendekayi Muzorewa (14 de abril de 1925-8 de abril de 2010), fue primer ministro del breve gobierno constituido bajo el denominado "reglamento interior" de Zimbabue Rodesia (1979) y obispo metodista.
Nació en Umtali, Rodesia del Sur (hoy Zimbabue), hijo de un predicador laico. Muzorewa se unió a la Iglesia metodista unida. Estudió en Estados Unidos (1958-1963) y en 1968 fue consagrado obispo, convirtiéndose el primer prelado metodista de raza negra en Rodesia. Moderado y opuesto a la violencia tuvo que exiliarse en 1975, regresando años después para formar parte del Consejo Ejecutivo de 1978 bajo la dirección del primer ministro blanco Ian Douglas Smith. Tras las elecciones de 1979, sustituyó a este en el cargo de primer ministro. Sin embargo, Muzorewa fue derrotado por Mugabe y Nkomo en las elecciones de 1980, celebradas bajo la supervisión de Gran Bretaña, que darían como resultado la independencia política de una Zimbabue gobernada por africanos. Durante gran parte de 1983 y 1984, Muzorewa, jefe del opositor Consejo Nacional Africano Unido, estuvo detenido, sin pruebas, acusado de actividades subversivas. En la década de 1990 pasó a dirigir, junto a Edgar Tekere, el ala derechista del Movimiento para la Unidad de Zimbabue. En las elecciones presidenciales de marzo de 1996, se presentó inicialmente como candidato de la oposición, pero acabó retirándose.
Este religioso afirmó que en su lucha liberadora "la política es la obligación religiosa de luchar por la justicia en este mundo". Ver prólogo de "Bartolomé o de la dominación" de Augusto Salazar Bondy.